# فيليب فيمأن
فيليب فيمأن (مواليد 30 يناير 1994)، هو لاعب كرة قدم كان يلعب كحارس مرمى.

## وصلات خارجية
- فيليب فيمأن على موقع رابطة كرة القدم اليابانية للمحترفين (اليابانية)
- فيليب فيمأن على موقع Soccerway.com (الإنجليزية)